# Johanniter (Sekte)
Die Ioannity (russisch Иоанниты, wiss. Transliteration Ioannity; engl. Ioannites) sind eine russische Sekte von Anhängern des Johannes von Kronstadt († 1908), die in ihm einen „personifizierten Gott“ sahen; seine Visionen wurden die Grundlage eines „neuen Glaubens“. Der Heilige selbst distanzierte sich zu seinen Lebzeiten von dieser Sekte.
1980 waren nicht mehr als tausend Ioannity in der Ukraine, dem Nordkaukasus, den Oblasten Woronesch, Kursk, Lipezk und Tambow verstreut.